# Blizin
Blizin (prononciation [ˈbliʑin]) est un village de la gmina de Wola Krzysztoporska, du powiat de Piotrków, dans la voïvodie de Łódź, situé dans le centre de la Pologne.
Il se situe à environ 5 kilomètres au sud-ouest de Wola Krzysztoporska (siège de la gmina), 14 kilomètres au sud-ouest de Piotrków Trybunalski (siège du powiat) et 52 kilomètres au sud de Łódź (capitale de la voïvodie).
Il s'agit d'une petite communauté de quelques centaines d'habitants. Le village est connu pour ses festivals traditionnels, notamment Doynki, un festival des récoltes qui célèbre la fin de la saison agricole. 
Le festival de Doynki comprend de la musique, des danses et des plats traditionnels. Il s'agit d'un événement populaire auprès des habitants et des touristes. 
La Gmina Wola Krzysztoporska, dont fait partie Blizin, est une zone rurale composée de nombreux petits villages et fermes.

## Administration
De 1975 à 1998, le village était attaché administrativement à l'ancienne voïvodie de Piotrków.

Depuis 1999, il fait partie de la nouvelle voïvodie de Łódź.